# 와싱통 스테카넬라 세르케이라
와싱통 스테카넬라 세르케이라 (1975년 4월 1일 ~ )는 브라질의 전 축구 선수이다.

## 통계
| 브라질 | 브라질 | 브라질 |
| 연도   | 출전   | 골     |
| ------ | ------ | ------ |
| 2001   | 6      | 1      |
| 2002   | 3      | 1      |
| 합계   | 9      | 2      |